# Pulau Tunjuk
Pulau Tunjuk är en ö i Indonesien.   Den ligger i provinsen Kepulauan Riau, i den västra delen av landet, 800 km norr om huvudstaden Jakarta. Arean är 0,22 kvadratkilometer.
Terrängen på Pulau Tunjuk är platt. Den sträcker sig 0,7 kilometer i nord-sydlig riktning, och 0,6 kilometer i öst-västlig riktning.